# Mario Trejo
Mario Trejo (Argentina; 13 de enero de 1926 - 13 de mayo de 2012) fue un poeta, dramaturgo y director de teatro, guionista de cine y periodista.

## Biografía
Mario César Trejo nació el 13 de enero de 1926, no obstante existe desacuerdo sobre su ciudad natal, algunas fuentes indican Buenos Aires o La Plata; sin embargo, Jorge Ariel Madrazo al prologar el poema Orgasmo (Centro Editor de América Latina,1989) menciona que "Mario Trejo asegura, alternativamente, haber nacido en Tierra del Fuego, en Comodoro Rivadavia, o en muchos otros lugares: todo indica que ello ocurrió al sur del país, no aclara en qué año (Trejo coincide con Marcel Duchamp en que tales precisiones "sólo sirven a los tontos y a los profesores de literatura española")." Ha colaborado en varias revistas literarias argentinas como Contemporánea (1949), Luz y sombra (1947), Cinedrama (creada por él,1953), Ciclo, Conjugación de Buenos Aires. />
En 1946 crea, junto a Alberto Vanasco, el HIGO Club, un movimiento de agitación cultural que promueve, ya en esa época, una suerte de happenings (exhibiciones de pintura y escultura que duraban pocos minutos y eran acompañadas de lecturas de poemas en pleno centro de Buenos Aires, 1946-47). Es en ese momento que publica Celdas de la sangre, una colección de sonetos clásicos de forma y heterodoxos de contenido.
En 1948 se vincula al Grupo de Arte Concreto-Invención, liderado por Tomás Maldonado y Edgar Bayley (herederos de la línea de Vicente Huidobro y Pierre Reverdy, en lo poético, y de la Bauhaus, el Constructivismo y De Stijil, en las artes visuales). Simultáneamente colabora en la realización de las revistas Contemporánea y Conjugación de Buenos Aires, entre otras. Dos años más tarde, en compañía de Edgar Bayley, ayuda a Raúl Gustavo Aguirre en la creación de la revista Poesía Buenos Aires (1950-60) la que nucleará el movimiento más importante de esa década y que, hasta hoy, sigue dejando sentir su influencia.
En 1951 es becado por el Instituto de Arte Contemporánea, dependiente del Museo de Arte de San Pablo, Brasil; allí cursa estudios de diseño. Un año después, ya de regreso en Buenos Aires, funda la revista Cinedrama, que da a conocer textos de Artaud, el movimiento del Teatro Circular en los Estados Unidos, y otros temas que significaban una tarea de vinculación con los nuevos campos que se abrían en el teatro y en el cine.
Ya en 1948 había escrito, en colaboración con Vanasco, No hay piedad para Hamlet, Premio Municipal de Buenos Aires y Premio Nacional Florencio Sánchez (1957); la obra fue editada en 1960 y estrenada en 1965, en el teatro El Altillo, bajo la dirección de Alberto Cousté.
Entre 1952 y 1953, colabora y ejerce de secretario de redacción en la revista Letra y Línea, dirigida por Aldo Pellegrini, bajo la sombra de Oliverio Girando, que ofrecía su casa como centro de reuniones y trabajo. La revista se movía en un ámbito de búsqueda y ruptura; se traducía tanto a Arthur Miller como Aimé Césaire y Dylan Thomas. 
En 1957 es becado por el Ministerio de Relaciones Exteriores del Brasil y, en Río de Janeiro, toma contacto con los creadores del Museo de Arte Moderno, con el grupo Noigandres de poesía concreta integrado por Décio Pignatari, Haroldo de Campos, etc. y con los jóvenes escritores que, a través del suplemento cultural del Jornal do Brasil, reivindicaban el pensamiento poético de Ezra Pound. Su afinidad con la cultura brasileña lo lleva a traducir poemas de Drummond de Andrade, Cabral de Melo Neto, Murilo Mendes y Vinícius de Moraes (Para vivir un gran amor, Ediciones de la Flor, Buenos Aires).
Entre 1958 y 1960 tiene a su cargo en Canal 7 TV de Buenos Aires tres programas de entrevistas. Escribe obras para televisión: Historias de Jóvenes (Premio Martín Fierro, 1959) y Desnuda Buenos Aires.
Desde 1960 hasta fines de 1962 vive en Madrid, Roma y París; en esta ciudad hace crítica literaria para los servicios exteriores de la Radio Televisión Francesa junto a Mario Vargas Llosa. En 1963 y 1964 reside en Cuba donde estudia y trabaja en el Instituto de Cine (I.C.A.I.C); prepara un documental sobre la vida y obra de Wilfredo Lam y escribe el guion de Desarraigo, largometraje dirigido por Fausto Canel que es laureado en el Festival de San Sebastián de 1965 y que, por otra parte, es el primer film cubano que recibe una distinción en un país fuera del área socialista. Su tema: no utilizar al adversario político como chivo emisario; su protagonista es un ingeniero argentino que trabaja en Cuba. 
En 1964 un jurado presidido por Blas de Otero, otorga el premio de poesía Casa de las Américas a su libro El uso de la palabra.
De regreso a Europa se instala en Roma. Trabaja con Bernardo Bertolucci en Kill me future, un fantapolítico que nunca llegó a filmarse, y se interpreta a sí mismo en La vía del petróleo (1965-66), documental que, restaurado, es presentado en La Mostra de Venezia del 2007
Nuevamente en Buenos Aires, en 1967, invitado por el Instituto Di Tella, escribe y dirige Libertad y otras intoxicaciones, donde por primera vez se trata el tema de la tortura, el aborto y dos hombres y dos mujeres se besan en escena. Con este espectáculo, el autor comienza a desarrollar cuestiones que serán recurrentes en su obra poética y dramática: Eros y Tánatos, el derecho a la diferencia (la sociedad que señala y excluye), el peligro y la sospecha de que todos llevamos dentro al enemigo, al perseguidor, cualquiera sea el color político, étnico o religioso. Aquí, las técnicas corporales se desarrollan a partir de las enseñanzas de Joe Chaikin y del Living Theatre.
En 1968 escribe y dirige La reconstrucción de la Opera de Viena, precedida del proceso Godard / variaciones Wittgenstein, apuntes para un film de Mario Trejo (Instituto Di Tella). El mismo año, escribe Libertad, Libertad, Libertad (dirección de David Stivel y Norma Aleandro). En 1969, en ocasión del Congreso Mundial de Arquitectos, realiza en los balcones del teatro Opera El gran proyecto humano. En 1971 reside en Medio Oriente (Egipto, Israel, Siria y El Líbano), y, en 1972, en Chile; en ambas ocasiones como corresponsal free lance.
En 1973-74 ejercita sus técnicas de psicodrama proyectivo (basadas en su experiencia teatral) en la Asociación Argentina de Psicoterapia, dirigida por el Dr. Alberto Fontana. 
En diciembre de 1974 inicia su nueva etapa europea, con base en España, la que se prolongará por catorce años. En 1979 la editorial Lumen, de Barcelona, publica bajo el título general de El uso de la palabra, tres libros de poemas: Crítica de la razón poética, El amor cuerpo a cuero, Lengua franca (109 poemas).
Su formación periodística se inició en el diario La Prensa, de Buenos Aires. Fue crítico teatral en El Nacional (1958-59); tuvo a su cargo la sección literaria de la revista Confirmado, que dirigía Jacobo Timerman (1967-68). Dirigió la sección Artes y Espectáculos de la revista Primera Plana (1970). En Europa trabajó para las empresas Harvey (Roma), A.N.A.S.A. (Madrid), y ASA Press (París).
Entre sus entrevistados figuran Ernesto Guevara, Yasser Arafat, Salvador Allende, dirigentes del MIR chileno, Abba Eban y Ben Gurión, entre otros.
En 1975/76 es editor de las revistas publicadas por A.N.A.S.A. Press, Madrid. A partir de 1977, trabaja como periodista free lance en Barcelona; entrevista a Jorge Luis Borges (revista Mundo).
Astor Piazzolla ha puesto música a algunos de sus poemas, entre ellos, Los Pájaros Perdidos, del que existen cerca de cincuenta versiones en Europa y en América Latina (Susana Rinaldi, Eugenia León, Milva, Raúl Lavié, Rossana Falasca, Lolita Torres y muchos otros). Por su parte, la cantante Jeanne Lee y el trompetista Enrico Rava llevaron al disco sus poemas en inglés Quotations Marks y Let me be (Quotations Marks, Japo Records, New York, 1972).
En 1990, junto con Allen Ginsberg, traduce poemas de Nicanor Parra en la ciudad de Boulder, Colorado, Estados Unidos. Además sus poemas aparecen en Bombay Gin, Exit Zero y en Underground Forest. Colabora en el Naropa Institute (The smoking ecologist).
Entre 1989 y 1991, alterna entre México, Guatemala y Estados Unidos.
En el 2008, Fondo Nacional de las Artes, edita una Antología con prólogo de Liliana Heer. El mismo año, la Fundación Argentina para la Poesía le otorgó el Gran Premio de Honor.
En mayo de 2010 se publica su nuevo libro, "Los Pájaros Perdidos", con prólogo de Guillermo Saccomanno, año en el que también contrae matrimonio con su fiel compañera María Fernanda, a quien conoció en su temporada en la ciudad de Rosario.
Falleció el 13 de mayo de 2012 a los 86 años.

## Obra
Poesía
- Celdas de la sangre (1946)
- El uso de la palabra (1964), Casa de las Américas, La Habana, Cuba.
- El uso de la palabra (1979), Editorial Lumen, Barcelona.
- La pena capital (1980), Plaquette, Madrid.
- Orgasmo y otros poemas (1989), CEDAL.
- De Puño y Letra, (1989), casete, CIRCE, Último Reino, Buenos Aires.
- El Uso de la Palabra (1999), Colihue, Buenos Aires, Argentina.
- El Uso de la Palabra (2006), Fondo Nacional de las Artes, Buenos Aires.
- Los pájaros perdidos (2010), Ediciones Continente, Buenos Aires.

Teatro
- No hay piedad para Hamlet (1954)
- Libertad y otras intoxicaciones (1968)
- Libertad, Libertad, Libertad (1968)
- La reconstrucción de la Ópera de Viena precedida del proceso Godard / variaciones Wittgenstein, apuntes para un film de Mario Trejo (1968)
- El Gran Proyecto Humano, (1969).

Cine
- El final (1964)
- Desarraigo (1965)
- La vía del Petróleo (1965)

Letras de canciones
- Los pájaros perdidos, Escándalos privados, Violetas populares, con Astor Piazzolla.
- La tristeza y el mar, con Waldo de los Ríos.
- Quotations Marks, (1972), Enrico Rava